# Rita Jeptoo
Ne doit pas être confondu avec Priscah Jeptoo.
Rita Jeptoo Sitienei, née le 15 février 1981 à Eldoret, est une athlète kényane, spécialiste du marathon. Elle remporte à trois reprises le marathon de Boston, en 2006, 2013 et 2014, ainsi que le marathon de Chicago en 2013.
En 2014, elle est suspendue deux ans pour avoir eu recours à des produits dopants.

## Biographie
Pour ses débuts dans l'épreuve du marathon, en 2004, Rita Jeptoo remporte le marathon de Stockholm dans le temps de 2 h 35 min 14 s. L'année suivante, elle se classe troisième du marathon de Turin, et prend la septième place des championnats du monde 2005 d'Helsinki.
En 2006, elle remporte le Marathon de Boston en établissant une nouvelle meilleure marque personnelle en 2 h 23 min 38 s. Vainqueur cette même année du semi-marathon de Paris, elle se classe troisième des championnats du monde de course sur route, à Debrecen en Hongrie, disputés sur la distance du 20 km. Lors de cette compétition l'équipe du Kenya, composée également d'Edith Masai et Eunice Jepkorir, remporte la médaille d'or par équipes devant l'Éthiopie et le Japon. En fin de saison 2006, Jeptoo se classe quatrième du Marathon de New York.
La Kényane ne parvient pas à conserver son titre lors du marathon de Boston 2007, gênée par de mauvaises conditions météorologiques. Elle remporte plus tard dans la saison le semi-marathon de Lisbonne et termine au septième rang des championnats du monde 2007 d'Osaka, au Japon.
En 2008, Rita Jeptoo s'impose lors du semi-marathon du Portugal, se classe troisième du marathon de Boston, et quatrième du marathon de New-York.
Elle remporte le Semi-marathon de Ras el Khaïmah en février 2013 et porte son record personnel sur la distance à 1 h 6 min 27 s. Un mois plus tard, elle s'impose lors du 117e marathon de Boston avec un temps de 2 h 26 min 25 s,. En octobre 2013, elle descend pour la première fois de sa carrière sous les 2 heures 20 minutes en remportant le marathon de Chicago, son deuxième World Marathon Majors de l'année, dans le temps de 2 h 19 min 57 s.
En avril 2014, Rita Jeptoo remporte pour la troisième fois le Marathon de Boston en établissant un nouveau record de l'épreuve en 2 h 18 min 57 s. En septembre 2014, lors d'un test hors compétition au Kenya, l'analyse de son échantillon A révèle qu'elle a été contrôlée positive à l'EPO. Elle a été suspendue deux ans par la Fédération kényane d'athlétisme et manquera les Jeux olympiques d'été de 2016.

### Palmarès
| Date | Compétition                               | Lieu      | Résultat | Épreuve             | Performance     |
| ---- | ----------------------------------------- | --------- | -------- | ------------------- | --------------- |
| 2004 | Marathon de Stockholm                     | Stockholm | 1re      | Marathon            | 2 h 35 min 14 s |
| 2004 | Championnats du monde de semi-marathon    | New Delhi | 14e      | Course individuelle | 1 h 13 min 08 s |
| 2004 | Marathon de Milan                         | Milan     | 1re      | Marathon            | 2 h 28 min 11 s |
| 2005 | Championnats du monde                     | Helsinki  | 7e       | Marathon            | 2 h 24 min 22 s |
| 2006 | Marathon de Boston                        | Boston    | 1re      | Marathon            | 2 h 23 min 38 s |
| 2006 | Championnats du monde de course sur route | Debrecen  | 3e       | Course individuelle | 1 h 03 min 47 s |
| 2006 | Championnats du monde de course sur route | Debrecen  | 1re      | Par équipes         | 3 h 15 min 55 s |
| 2007 | Championnats du monde                     | Osaka     | 7e       | Marathon            | 2 h 32 min 03 s |
| 2012 | Marathon de Chicago                       | Chicago   | 2e       | Marathon            | 2 h 22 min 04 s |
| 2013 | Marathon de Boston                        | Boston    | 1re      | Marathon            | 2 h 26 min 25 s |
| 2013 | Marathon de Chicago                       | Chicago   | 1re      | Marathon            | 2 h 19 min 57 s |
| 2014 | Marathon de Boston                        | Boston    | 1re      | Marathon            | 2 h 18 min 57 s |
| 2014 | Marathon de Chicago                       | Chicago   | 1re      | Marathon            | 2 h 24 min 35 s |

### Records
| Épreuve       | Performance     | Lieu           | Date            |
| ------------- | --------------- | -------------- | --------------- |
| Semi-marathon | 1 h 06 min 27 s | Ras el Khaïmah | 15 février 2013 |
| Marathon      | 2 h 18 min 57 s | Boston         | 21 avril 2014   |